# Fronteras de Camerún
Las fronteras de Camerún son los linderos internacionales que Camerún comparte con sus Estados vecinos. Están representados por líneas que delimitan el territorio nacional donde el Estado ejerce su autoridad soberana.

## Fronteras

Evolución de las fronteras de Camerún entre 1901 y 1972.

### Terrestres
Camerún comparte fronteras terrestres con sus seis países vecinos, Nigeria, Chad, República Centroafricana, República del Congo, Gabón y Guinea Ecuatorial, con un total de 5018 km.

### Marítimas
Dado que Camerún tiene un frente marítimo al oeste del país, en el océano Atlántico, tiene fronteras con dos países vecinos, Nigeria y Guinea Ecuatorial. El estado también está separado de Níger por el lago Chad.

### Resumen
La siguiente tabla resume todas las fronteras de Camerún:
| País                     | Tierra (km) | Mar (km) | Total (km) | Notas |
| ------------------------ | ----------- | -------- | ---------- | ----- |
| Nigeria                  | 1690        |          |            |       |
| Chad                     | 1094        | —        | 1094       |       |
| República Centroafricana | 797         | —        | 797        |       |
| República del Congo      | 523         | —        | 523        |       |
| Gabón                    | 298         | —        | 298        |       |
| Guinea Ecuatorial        | 189         |          |            |       |
| Total                    | 4591        |          |            |       |